# Biluvalakaval, Kadur
Biluvalakaval là một làng thuộc tehsil Kadur, huyện Chikmagalur, bang Karnataka, Ấn Độ.